# 上比倫

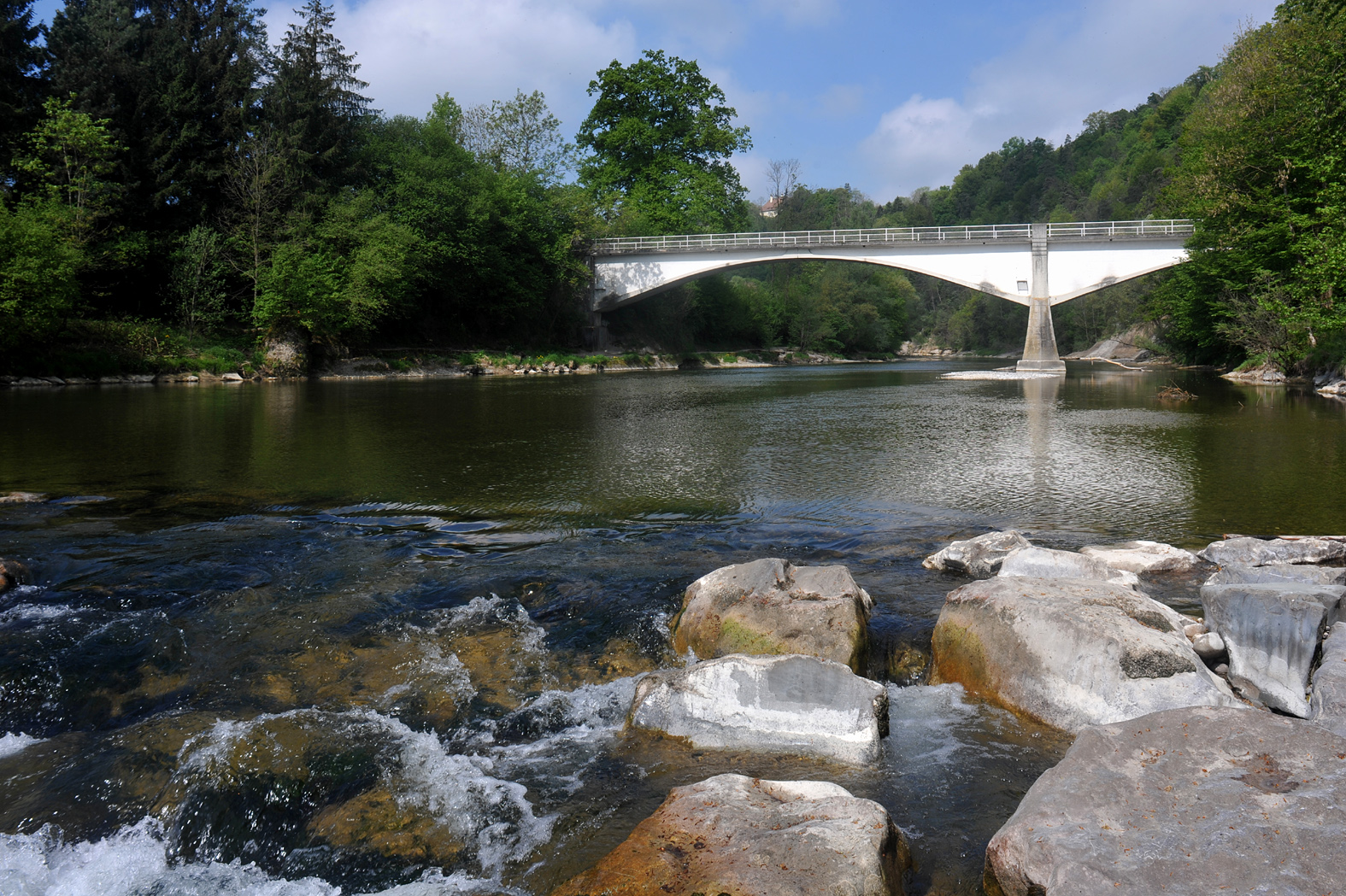

上比倫是瑞士的城鎮，位於該國東北部，由聖加侖州負責管轄，面積17.7平方公里，海拔高度500米，2011年人口4,133，六成人口信奉羅馬天主教，人口密度每平方公里234人。

## 外部連結
- Official website （德文）